# Val Fitch
Val Logsdon Fitch (Merriman, 10 marzo 1923 – Princeton, 5 febbraio 2015) è stato un fisico statunitense, vincitore, insieme a James Cronin, del premio Nobel per la fisica nel 1980, per «la scoperta di violazioni dei principi fondamentali di simmetria e il decadimento dei mesoni K-neutro» (simmetria CP).